# 罗德兹足球俱乐部

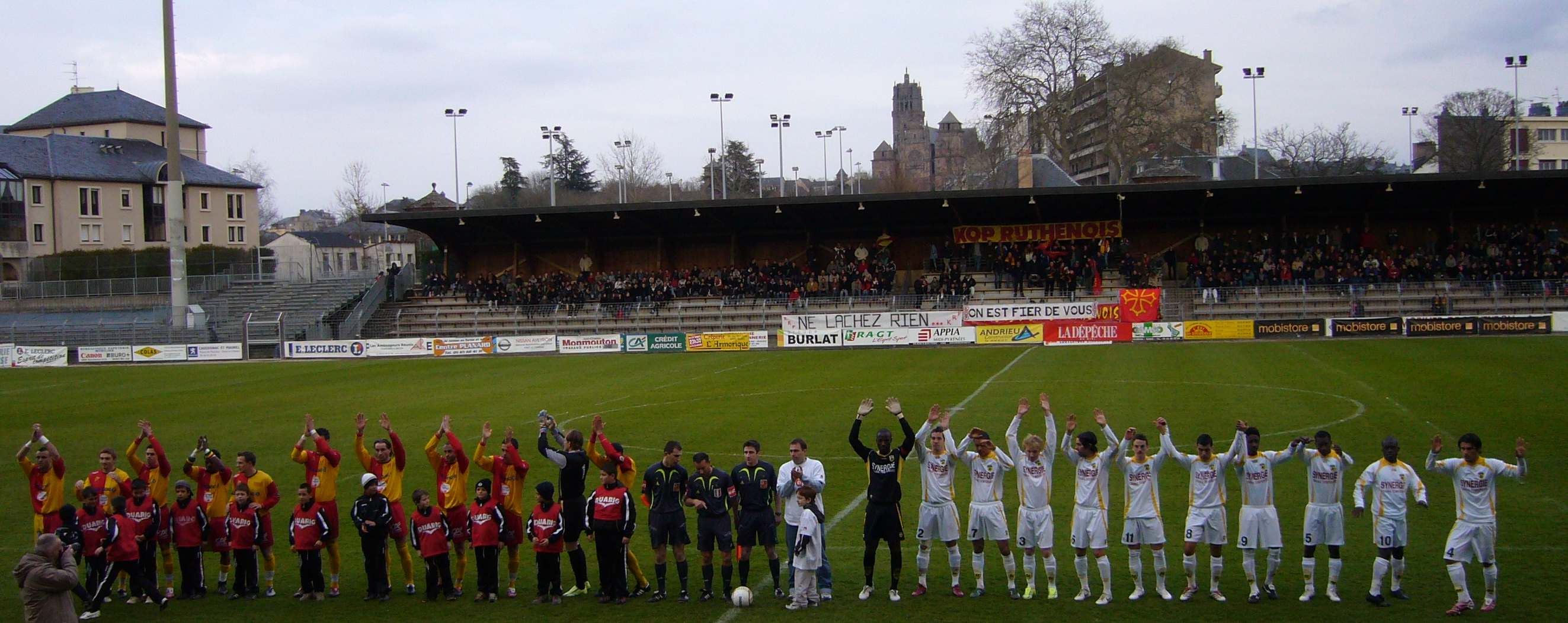
保罗·利尼翁球场的一场友谊赛

罗德兹足球俱乐部，全名为罗德兹阿韦龙足球俱乐部（法語：Rodez Aveyron Football），是一家位于法国罗德兹的足球俱乐部，总部位于罗德兹北部的奥内堡，主场为保罗·利尼翁球场，该俱乐部在2018年至2019年法国足球丙级联赛中以第一名的成绩升入法国足球乙级联赛，首次成为职业足球俱乐部。

## 历史
罗德兹足球俱乐部成立于1929年，长期作为地方性足球俱乐部而存在，曾于1988年和1990至1993年间参加法国第二梯队（现法乙）的比赛，但未成为职业队伍。2019年4月11日，罗德兹以3:1的成绩击败了布洛涅，提前8场比赛取得该赛季的法丙出线权，获得晋级资格。在2019至2020赛季的第一场比赛中，罗德兹开场仅54秒即获得进球，成为该赛季所有球队当中的首个进球。

## 球场
罗德兹的主场为保罗·利尼翁球场，位于罗德兹市中心。该球场在2019年罗德兹升级后进行了大规模的翻新改造，并于当年11月26日获得验收。在改造期间，罗德兹的主场设于图卢兹市政体育场。

## 历史荣誉
- 法丙冠军：1988（中西部赛区）、1990（中西部赛区）、2019（全国）
- 法丁冠军：1984（G组）、2007（C组）、2017（D组）
- 大区联赛（法语：Ligue de Midi-Pyrénées de football）冠军：1956、1969、1981、1982

## 重要人物
- 卢卡·图萨尔
- 帕特里克·埃肯
- 洛伊克·普若尔（法语：Loïc Poujol）
- 伊萨姆·谢巴克（法语：Issam Chebake）
- 曼苏尔·布塔布特（法语：Mansour Boutabout）
- 哈立德·阿亚里（法语：Khaled Ayari）

## 其它项目
罗德兹足球俱乐部同时拥有多个不同年龄段的青少年队以及女子队，同时设有一个训练中心。